# Kathleen March
Kathleen Nora March (firma como Kathleen N. March) (Rochester, Nueva York, 20 de octubre de 1949) es una filóloga estadounidense experta en estudios hispánicos, latinoamericanos y portugueses, estudiosa de la literatura gallega . 

## Trayectoria
March es doctora en español, profesora emérita de la Universidad de Maine y directora del Centro de Estudios Gallegos de dicha universidad. Según ella misma dijo, la lectura y análisis de La hija del mar, de Rosalía de Castro, la inspiraron a estudiar la convergencia entre literatura, feminismo y nacionalismo en Galicia desde 1988. Sus traducciones de las obras de Álvaro Cunqueiro, Ramón Otero Pedrayo y la citada Rosalía de Castrocontribuyeron a la difusión de la literatura gallega en el mundo anglosajón.
En la década de 1980 fundó la Galician Studies Association, actualmente conocida como Asociación Internacional de Estudios Gallegos,de la que fue su primera presidenta. Esta entidad se reveló como un importante medio de promoción de los estudios gallegos, inicialmente en la academia norteamericana y, posteriormente, en el ámbito internacional.
En 2002 se doctoró en Creación Literaria en la Universidad de Maine. En 2015 recibió el Premio de Cultura Gallega a la Proyección Exterior.En abril de 2021 obtuvo la I Beca Residencia Xacobeo para traductores de lengua gallega, convocada por la Consejería de Cultura, Educación y Universidad de la Junta de Galicia con la colaboración de la Residencia Literaria de  La Coruña 1863, proyecto impulsado por la escritora Yolanda Castaño. En estas instalaciones del centro histórico de la ciudad realizó, durante el mes de mayo, las traducciones al inglés de Confusión y muerte, de María Balteira, de Marica Campo, y Bibliópatas y fobólogos, de Emma Pedreira.
El 17 de diciembre de 2022 fue nombrada miembro de honor de la Real Academia Gallega.Tomó posesión como académica honoraria el 23 de septiembre de 2023 en el regreso de la institución al Balneario de Mondariz. 
March ha publicado numerosos artículos sobre literatura femenina gallega e hispanoamericana.

## Obras en gallego

### Traducciones
- Sobre el poder y la ideología, de Noam Chomsky, 1992, Laiovento .

### Obras colectivas
- Actas del Congreso Internacional de Estudios sobre Rosalía de Castro, 1986 .
- Por los caminos de la literatura: escritores gallegos del PEN, 1993, Junta de Galicia /PEN Clube.
- En la época de Follas novas . Un viaje por la literatura universal , 2015, Alvarellos .

## Obras en español

### Ensayo
- De musa a letrada: el feminismo en la obra de Rosalía de Castro, 1991 .

## Obras en inglés

### Traducciones
- Fiesta de la Palabra. Antología de poetas gallegas contemporáneas , 1988, Estudios Universitarios Americanos.
- Antología de cuentos gallegos. Así es cómo va la historia , 1991, Prensa de Edwin Mellen.
- El mundo que nos rodea / Dando vueltas (Arredor de si, de Ramón Otero Pedrayo ; Peter Lang Press, 1995 / Noitarega, 2007)
- Gente de aquí y de allá ( Xentes de aquí e de acolá, de Álvaro Cunqueiro ; Prensa de Pequeñas Estaciones, 2011).
- Tigres tiernos (Tigres tiernos, de Claudio Rodríguez Fer; Editorial Toxosoutos, 2012)
- La revolución de Rosalía en Nueva York (La revolución de Rosalía en Nueva York, de Claudio Rodríguez Fer; A Tola Soñando, 2014)

## Vida personal
Se casó con Luis Martul Tobío en Buffalo el 19 de abril de 1979 y es madre de Kimberleigh Adriana Martul-March. 